# Ancylolomia arabella
Ancylolomia arabella is een vlinder uit de familie grasmotten (Crambidae). De wetenschappelijke naam van deze soort is voor het eerst geldig gepubliceerd in 1965 door Bleszynski.
De soort komt voor in tropisch Afrika.